# エルフレ式接眼鏡

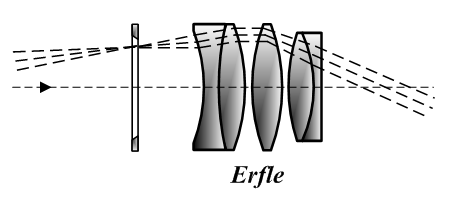
構成図の一例

エルフレ式接眼鏡（エルフレしきせつがんきょう）は接眼レンズのいくつかの形式である。
第一次世界大戦当時双眼鏡への需要が強く、カール・ツァイスのハインリッヒ・エルフレは1917年から1918年にかけて軍用双眼鏡用を中心としていくつかの形式の接眼鏡を開発したが、その中でも1918年7月18日にドイツ特許を出願した広角の双眼鏡用接眼鏡、射弾観測に使う砲隊鏡用接眼鏡の2種にカール・ツァイスは自信を持ち、戦後の1920年7月にオーストリア、イタリア、イギリス、フランス、日本、ポーランド、スペインに特許申請し「エルフレの広視界接眼鏡」として有名になった。

## 特徴
ハインリッヒ・エルフレは見かけ視界φ70度と言ったが、実際には65度でかなり像が崩れる。
低倍率、広視界の接眼鏡で、見かけ視界はφ50度から形式により90度に達するものもあった。形状は設計によりさまざまである。星雲、星団、彗星の観測に向く。